# Verchňa Hrabivnycja
Verchňa Hrabivnycja, česky Vyšní Hrabovnice, ukrajinsky Верхня Грабівниця, maďarsky Felsőgereben, je osada obce Pidpolozzja, ve ždenijevské územní komunitě, v okrese Mukačevo v Zakarpatské oblasti Ukrajiny. V roce 2025 zde žilo 423 obyvatel.

## Místní části
- Polyšče, ukrajinsky Полище
- Rozdil, ukrajinsky Розділ
- Šloh, ukrajinsky Шлог

## Historie
První písemná zmínka o této vsi pochází z roku 1543, kdy byla uvedena pod názvem Raboniča. Do uzavření Trianonské smlouvy byla součástí Uherska, poté byla pod názvem Vyšní Hrabovnice součástí Československa. Od roku 1945 byla součástí Ukrajinské sovětské socialistické republiky, která byla součástí SSSR, a nakonec od roku 1991 je součástí samostatné Ukrajiny.